# Kulbiniec kalifornijski
Kulbiniec kalifornijski (Genyonemus lineatus) – gatunek morskiej ryby okoniokształtnej z rodziny kulbinowatych. Jedyny przedstawiciel rodzaju Genyonemus Gill, 1861. Poławiana gospodarczo na niewielką skalę oraz w wędkarstwie.

## Zasięg występowania
Wschodni Ocean Spokojny wzdłuż wybrzeży Ameryki Północnej. 

## Nazwysynonimiczne
- Leiostomus lineatus Ayres, 1855

## Opis
Spotykana w niewielkich stadach, zwykle nad piaszczystym dnem, na głębokości kilkudziesięciu, maksymalnie do 180 m. Żywi się wieloszczetami, krewetkami, krabami i mięczakami. Dorasta do około 40 cm długości.